# Noriyuki Haga
Noriyuki Haga 芳賀 紀行 (2 de março de 1975), mais conhecido como Nori-Chan, Nori, Nitro Nori, e Haga-san, é um motociclista japonês.

## Carreira
Haga foi vice-campeão no Campeonato Mundial de Superbike três vezes e terminou em terceiro da série quatro vezes. Desde 2009, ele está correndo para a Ducati Xerox Team ao lado de Michel Fabrizio sobre a nova Ducati 1198 no Campeonato Mundial de Superbike.

## World Superbike Championship
(Corridas em negrito indicam pole position) (Corridas em itálico indicam volta mais rápida)
| Ano  | Fabricante | 1          | 1            | 2       | 2       | 3       | 3     | 4       | 4       | 5       | 5       | 6       | 6      | 7     | 7       | 8       | 8     | 9       | 9       | 10     | 10      | 11      | 11      | 12      | 12    | 13    | 13    | 14      | 14     | Pos | Pts | Ref |
| Ano  | Fabricante | R1         | R2           | R1      | R2      | R1      | R2    | R1      | R2      | R1      | R2      | R1      | R2     | R1    | R2      | R1      | R2    | R1      | R2      | R1     | R2      | R1      | R2      | R1      | R2    | R1    | R2    | R1      | R2     | Pos | Pts | Ref |
| ---- | ---------- | ---------- | ------------ | ------- | ------- | ------- | ----- | ------- | ------- | ------- | ------- | ------- | ------ | ----- | ------- | ------- | ----- | ------- | ------- | ------ | ------- | ------- | ------- | ------- | ----- | ----- | ----- | ------- | ------ | --- | --- | --- |
| 2000 | Yamaha     | RSA 2000 2 | RSA 2000 DSQ | AUS 10  | AUS 2   | JPN 2   | JPN 4 | GBR 4   | GBR 4   | ITA Ret | ITA 5   | GER 3   | GER 1  | SMR 7 | SMR Ret | SPA 3   | SPA 1 | USA 1   | USA 2   | GBR 5  | GBR 4   | NED 3   | NED 1   | GER 9   | GER 5 | GBR   | GBR   |         |        | 2nd | 335 |     |
| 2002 | Aprilia    | SPA 2      | SPA 2        | AUS Ret | AUS 6   | RSA Ret | RSA 6 | JPN 3   | JPN 5   | ITA Ret | ITA 3   | GBR 2   | GBR 10 | GER 4 | GER 5   | SMR 4   | SMR 3 | USA Ret | USA Ret | GBR 4  | GBR 5   | GER 7   | GER 4   | NED 3   | NED 6 | ITA 5 | ITA 4 |         |        | 4th | 278 |     |
| 2004 | Ducati     | SPA Ret    | SPA 1        | AUS 8   | AUS 6   | SMR 4   | SMR 4 | ITA Ret | ITA Ret | GER 1   | GER Ret | GBR 1   | GBR 2  | USA 6 | USA 4   | GBR 1   | GBR 1 | NED 4   | NED 3   | ITA 4  | ITA Ret | FRA 2   | FRA 1   |         |       |       |       |         |        | 3rd | 299 |     |
| 2005 | Yamaha     | QAT 5      | QAT 11       | AUS Ret | AUS Ret | SPA 5   | SPA 4 | ITA 11  | ITA 9   | EUR Ret | EUR 3   | SMR 6   | SMR 6  | CZE 7 | CZE 1   | GBR 2   | GBR 1 | NED 3   | NED 2   | GER 2  | GER 3   | ITA 3   | ITA C   | FRA Ret | FRA 3 |       |       |         |        | 3rd | 271 |     |
| 2006 | Yamaha     | QAT Ret    | QAT 3        | AUS 4   | AUS 4   | SPA 5   | SPA 5 | ITA 4   | ITA 3   | EUR 2   | EUR 2   | SMR 5   | SMR 3  | CZE 4 | CZE 3   | GBR 3   | GBR 1 | NED Ret | NED Ret | GER 2  | GER 2   | ITA 4   | ITA 6   | FRA 2   | FRA 4 |       |       |         |        | 3rd | 326 |     |
| 2007 | Yamaha     | QAT 8      | QAT 4        | AUS 4   | AUS 3   | EUR 4   | EUR 1 | SPA 2   | SPA 3   | NED 2   | NED Ret | ITA 1   | ITA 1  | GBR 2 | GBR C   | SMR Ret | SMR 2 | CZE 4   | CZE 4   | GBR 7  | GBR 2   | GER 1   | GER 2   | ITA 4   | ITA 3 | FRA 1 | FRA 1 |         |        | 2nd | 413 |     |
| 2008 | Yamaha     | QAT 14     | QAT 13       | AUS 8   | AUS 7   | SPA Ret | SPA 1 | NED Ret | NED 2   | ITA 2   | ITA 1   | USA Ret | USA 6  | GER 1 | GER 1   | SMR 10  | SMR 4 | CZE 6   | CZE 7   | GBR 19 | GBR 2   | EUR Ret | EUR DSQ | ITA 1   | ITA 1 | FRA 1 | FRA 2 | POR Ret | POR 14 | 3rd | 327 |     |
| 2009 | Ducati     | AUS 1      | AUS 2        | QAT 2   | QAT 2   | SPA 1   | SPA 1 | NED 2   | NED 1   | ITA 2   | ITA Ret | RSA 1   | RSA 1  | USA 9 | USA 8   | SMR 5   | SMR 3 | GBR 3   | GBR Ret | CZE 8  | CZE 6   | GER 2   | GER Ret | ITA 1   | ITA 2 | FRA 2 | FRA 1 | POR Ret | POR 2  | 2nd | 456 |     |
| 2010 | Ducati     | AUS 3      | AUS 5        | POR 8   | POR 8   | SPA 5   | SPA 1 | NED 10  | NED Ret | ITA 11  | ITA 6   | RSA 17  | RSA 10 | USA 3 | USA 4   | SMR 7   | SMR 9 | CZE 6   | CZE 5   | GBR 14 | GBR 13  | GER Ret | GER 1   | ITA 3   | ITA 2 | FRA 7 | FRA 5 |         |        | 6th | 258 |     |
| 2011 | Aprilia    | AUS 9      | AUS 7        | EUR 6   | EUR 17  | NED     | NED   | ITA     | ITA     | USA     | USA     | SMR     | SMR    | SPA   | SPA     | CZE     | CZE   | GBR     | GBR     | GER    | GER     | ITA     | ITA     | FRA     | FRA   | POR   | POR   |         |        | 9th | 26  |     |

## Ligações Externas
- Sitio oficial